# Wereldbeker mountainbike 2020
De Wereldbeker mountainbike 2020 werd gehouden op 1 en 4 oktober 2020. Mountainbikers streden in de disciplines crosscountry en downhill.
De crosscountry-evenementen bestonden vanwege de coronapendemie uit slechts 2 manches, beide in het Tsjechische Nove Mesto. Er werden geen eindwinnaars van deze editie van de Wereldbeker mountainbike aangewezen.

## Crosscountry

### Mannen

#### Kalender en podia
| Nr. | Datum      | Locatie    | Eerste            | Tweede         | Derde         | Leider in het klassement |
| --- | ---------- | ---------- | ----------------- | -------------- | ------------- | ------------------------ |
| 1.  | 01/10/2020 | Nové Město | Simon Andreassen  | Maxime Marotte | Milan Vader   | Simon Andreassen         |
| 2.  | 04/10/2020 | Nové Město | Henrique Avancini | Milan Vader    | Nino Schurter | Henrique Avancini        |

### Vrouwen

#### Kalender en podia
| Nr. | Datum      | Locatie    | Eerste                 | Tweede        | Derde                  | Leidster in het klassement |
| --- | ---------- | ---------- | ---------------------- | ------------- | ---------------------- | -------------------------- |
| 1.  | 01/10/2020 | Nové Město | Loana Lecomte          | Anne Terpstra | Pauline Ferrand-Prévot | Loana Lecomte              |
| 2.  | 04/10/2020 | Nové Město | Pauline Ferrand-Prévot | Anne Terpstra | Loana Lecomte          | Pauline Ferrand-Prévot     |

1991 · 
1992 · 
1993 · 
1994 · 
1995 · 
1996 · 
1997 · 
1998 · 
1999 · 
2000 · 
2001 · 
2002 · 
2003 · 
2004 · 
2005 · 
2006 · 
2007 · 
2008 · 
2009 · 
2010 · 
2011 · 
2012 · 
2013 · 
2014 · 
2015 · 
2016 · 
2017 · 
2018 · 
2019 · 
2020 · 
2021 · 
2022 · 
2023 · 
2024 · 
2025